# 万年県
万年県（まんねん-けん）は中華人民共和国江西省上饒市に位置する県。

## 行政区画
- 鎮:陳営鎮、石鎮鎮、青雲鎮、梓埠鎮、大源鎮、裴梅鎮
- 郷:湖雲郷、斉埠郷、汪家郷、上坊郷、蘇橋郷、珠田郷

## 交通

### 鉄道
- 中国鉄路総公司
  - 皖贛線
    - 万年駅

### 道路
- 高速道路
  - 済広高速道路
  - S33 上万高速道路
  - S36 徳昌高速道路

- 国道
  - G206国道